# تجارت منصفانه قهوه

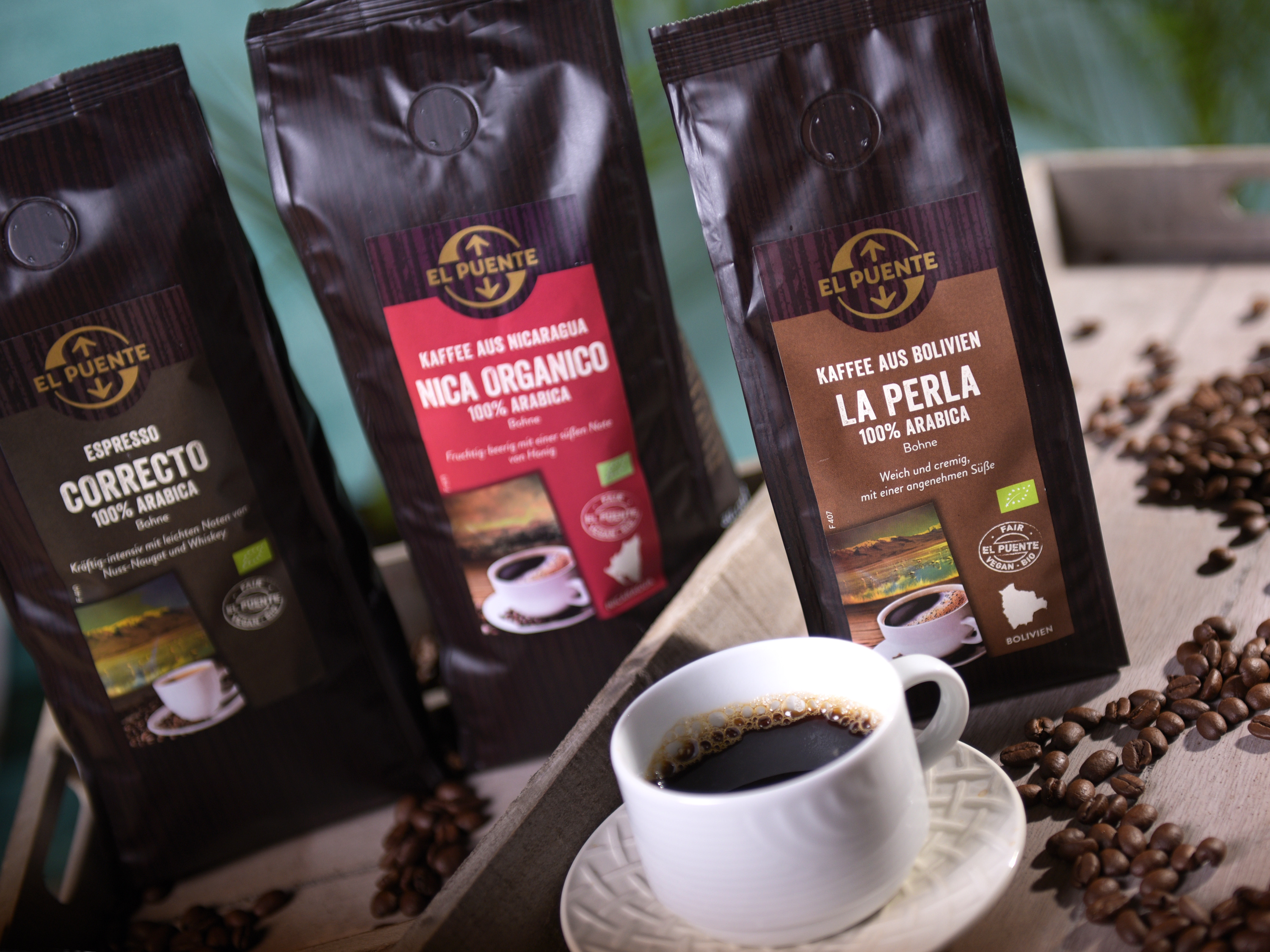
بسته های قهوه با برچسب "منصفانه" در سمت راست پایین

تجارت منصفانه قهوه درباره قهوه ای است که توسط سازمان های تجارت منصفانه مطابق با استانداردهای تجارت منصفانه تولید شده است که مشارکت های تجاری مبتنی بر گفتگو، شفافیت و احترام را با هدف دستیابی به برابری بیشتر در تجارت بین المللی ایجاد می کند. این مشارکت ها با ارائه شرایط تجاری بهتر به کشاورزان دانه قهوه، به توسعه پایدار کمک می کند. سازمان‌های تجارت منصفانه از تولیدکنندگان و شیوه‌های کشاورزی دوستدار محیط‌زیست حمایت کرده و کار کودکان یا کار اجباری را ممنوع می‌کنند.